# Marcus Deufert
Marcus Deufert (* 21. Juni 1970 in Würzburg) ist ein deutscher Altphilologe.
Nach einem Studium der Klassischen Philologie und neueren deutschen Literatur an den Universitäten zu Würzburg, Köln, Bonn und Cambridge von 1989 bis 1995 wurde er 1995 in Bonn zum Dr. phil. promoviert. Im Vorwort seiner Dissertation dankt er besonders seinen akademischen Lehrern Siegmar Döpp und Otto Zwierlein. Deufert wirkte 1995–2001 als wissenschaftlicher Mitarbeiter bzw. Assistent am Seminar für Klassische Philologie der Universität Göttingen, wo er sich 2001 habilitierte.
Von Oktober 2001 bis September 2002 war er Stipendiat am King’s College London. Seit Oktober 2002 lehrt er an der Universität Leipzig mit dem Schwerpunkt Latinistik, deren Lehrstuhl er seit November 2003 innehat.
Deuferts Forschung konzentriert sich auf Überlieferungsgeschichte und Textkritik vorwiegend der lateinischen Literatur, auf die Geschichte der Klassischen Philologie, die Neue Komödie und die frühlateinische Dichtung, antike Dichterbiographien und deren literarische Rezeption sowie auf Lukrez.
Er war von 2013 bis 2020 Herausgeber der philologischen Zeitschrift Hermes. 2014 wurde er in die Academia Europaea gewählt.

## Schriften (Auswahl)
- Pseudo-Lukrezisches im Lukrez. Die unechten Verse in Lukrezens “De rerum natura”. Berlin/New York 1996 (= Untersuchungen zur antiken Literatur und Geschichte 48; zugleich Dissertation), ISBN 978-3-11-015046-9.
- Textgeschichte und Rezeption der plautinischen Komödien im Altertum. Berlin/New York 2002 (= Untersuchungen zur antiken Literatur und Geschichte 62; zugleich Habilitationsschrift), ISBN 978-3-11-017336-9.
- Eine verkannte Terenzbiographie der Spätantike. Untersuchungen zur Vita Ambrosiana. Göttingen 2003.
- Prolegomena zur Editio Teubneriana des Lukrez. Berlin/Boston 2017 (= Untersuchungen zur antiken Literatur und Geschichte 124), ISBN 978-3-11-054998-0.
- Kritischer Kommentar zu Lukrezens De rerum natura. Berlin/Boston 2018 (= Texte und Kommentare 56), ISBN 978-3-11-047903-4.
- Titus Lucretius Carus, De rerum natura. Hrsg. von M. Deufert. Berlin/Boston 2019 (= Bibliotheca scriptorum Graecorum et Romanorum Teubneriana), ISBN 978-3-11-095951-2.